# براهیما سیسه
براهیما سیسه (انگلیسی: Brahima Cissé؛ زادهٔ ۱۰ فوریهٔ ۱۹۷۶) بازیکن فوتبال اهل بورکینافاسو بود.
از باشگاه‌هایی که در آن بازی کرده است می‌توان به باشگاه فوتبال فاسی اشاره کرد.
وی همچنین در تیم ملی فوتبال بورکینافاسو بازی کرده است.